# Pimpla eocenica
Pimpla eocenica är en stekelart som beskrevs av Cockerell 1919. Pimpla eocenica ingår i släktet Pimpla och familjen brokparasitsteklar. Inga underarter finns listade i Catalogue of Life.